# 埃尔扎·苏亚雷斯

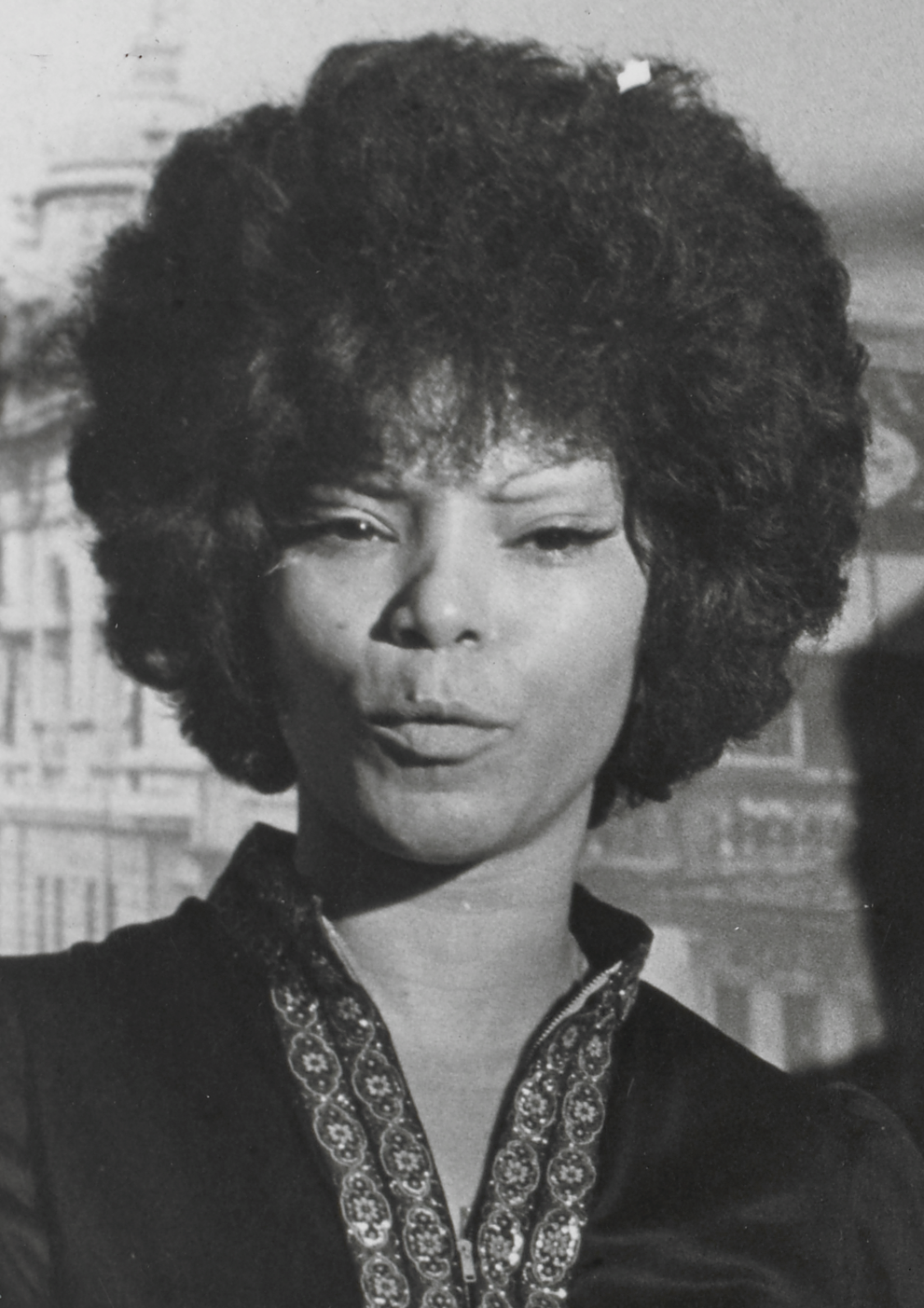
埃尔扎·苏亚雷斯

埃尔扎·苏亚雷斯 （1930年6月23日—2022年1月20日）是一位巴西森巴女歌手。 巴西軍人獨裁統治時期，巴西軍政府认为埃尔扎·苏亚雷斯是個危险人物。1970 年，她位于里约热内卢的家遭到軍政府特工的机枪扫射。她和丈夫加林查不得不逃往意大利。   